# Transport musical

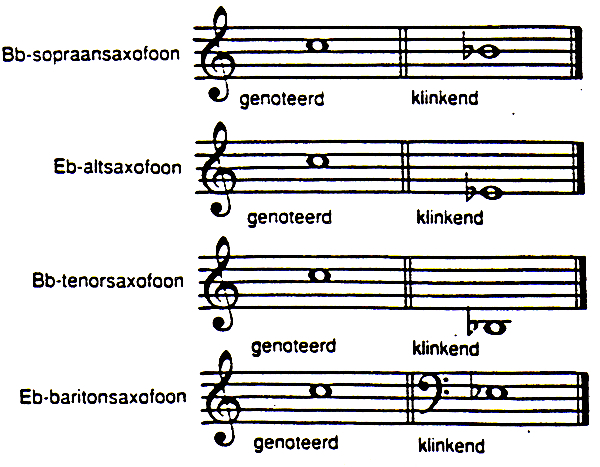
La mateixa nota (do4) llegida per quatre tipus de saxòfons (soprano, alt, tenor i baríton) i les notes que sonen realment, en tractar-se en tots quatre casos d'instruments transpositor.

El transport musical o transposició és una tècnica consistent a disposar una melodia, una composició perquè soni a una altura diferent. Transportar una composició o una melodia pot ser útil perquè aquesta es pugui interpretar amb uns instruments i/o unes veus diferents d'aquells per als quals hauria estat composta originalment, ja fos perquè en aquella disposició original resultava massa aguda o massa greu. El transport és especialment freqüent en el món del lied i de la música vocal en general on es dona per acceptat que cada veu té unes característiques pròpies que fan que doni resultats òptims en un registre i tessitura.
També es considera transport el procés que fan molts instruments de vent anomenats transpositors segon els quals llegeixen unes notes però en fan sonar unes altres: les notes que llegeixen no són les que sonen de manera que entre unes i altres hi ha una distància, un interval que és invariable per a cada tipologia d'instrument.
L'aplicació del transport modifica sempre la tessitura a la qual sona una música i, llevat que el transport s'efectuï a una distància d'una octava, també modifica la tonalitat.
Tradicionalment s'ha ensenyat que per llegir una melodia o una composició en general, transportant-la directament, calia imaginar que s'estava llegint en una clau diferent de la que en realitat hi ha escrita. Però aquest no és pas l'únic sistema per transportar.